# Calogero Traina
Calogero Traina (Caltanissetta, 21 aprile 1919 – Caltanissetta, 23 agosto 2001) è stato un politico italiano, per tre volte sindaco di Caltanissetta tra il 1957 e il 1967 e deputato dell'Assemblea Regionale Siciliana in tre legislature, dal 1967 al 1981.

## Biografia

### Consigliere e sindaco di Caltanissetta
Funzionario dell'archivio di stato e dottore in lingue e letterature straniere, entrò in consiglio comunale di Caltanissetta in seguito alle elezioni amministrative del 25 maggio 1952, eletto consigliere nelle file della Democrazia Cristiana. Vicino alle posizioni di Rosario Lanza, nel 1957 il consiglio lo elesse sindaco alla guida di una giunta monocolore della DC di cui facevano parte, tra gli altri, suo cugino Umberto Traina, l'ex missino Francesco Saverio D'Angelo, Giuseppe Taglialavore e Paola Anglilella Volpe, primo assessore donna, già membro della giunta precedente. Durante la sindacatura, la città fu scossa da due tragedie minerarie: il 3 maggio 1957 nella solfara Iungio Tumminelli morirono 6 operai; il 14 febbraio 1958 nella solfara Gessolungo ne morirono 14 e 59 rimasero feriti.
In seguito ad alcune divisioni in seno al partito, nel marzo 1959 Traina fu costretto a lasciare il posto a Francesco Saverio D'Angelo, che gli subentrò alla carica di sindaco. Nel gennaio 1961 tuttavia venne rieletto per un secondo mandato, che durò fino al dicembre 1962, quando cedette il posto al cugino Umberto Traina. In seguito alle elezioni amministrative del 22 novembre 1964, il nuovo consiglio comunale elesse Traina sindaco per un terzo mandato, il 19 gennaio 1965. Lasciò definitivamente la carica di primo cittadino il 27 febbraio 1967.

### Deputato regionale
Alle elezioni regionali dell'11 giugno 1967 venne eletto deputato all'Assemblea Regionale Siciliana con oltre 25 mila preferenze; vi permase per tre legislature, venendo confermato alle elezioni regionali del 1971 (quasi 20 mila preferenze) e del 1976 (quasi 21 mila preferenze).
Nel 1972 finì sotto processo insieme ad altri amministratori ed imprenditori nisseni per aver rilasciato numerose licenze edilizie irregolari mentre era stato sindaco di Caltanissetta ma fu assolto.
Dal 1976 al 1978	fu assessore regionale al Lavoro e alla Cooperazione all'interno del governo di Angelo Bonfiglio. Non fu rieletto alle successive elezioni regionali del 1981.

### Altri incarichi
Collezionò anche altri incarichi, tra cui consigliere di amministrazione del Banco di Sicilia, commissario straordinario al Consorzio agrario provinciale di Caltanissetta, consigliere di amministrazione dell'Istituto autonomo case popolari, consigliere di amministrazione dell'Istituto per l'Industria e l'artigianato di Caltanissetta, commissario prefettizio al Comune di Milena.